# Sieben Steinhäuser

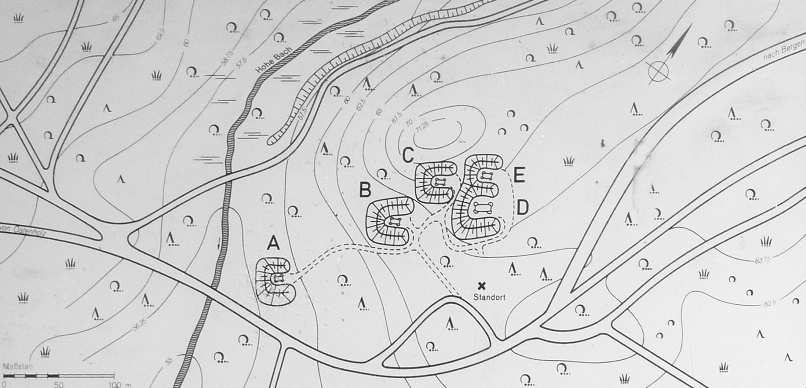
Plan stanowiska

Sieben Steinhäuser – grupa neolitycznych grobowców megalitycznych położona opodal Bad Fallingbostel w powiecie Heidekreis w niemieckim kraju związkowym Dolna Saksonia.
Teren, na którym znajdują się grobowce, został w latach 30. XX wieku przekształcony w poligon dla Wehrmachtu. Po II wojnie światowej zaadaptowano go na poligon dla NATO Truppenübungsplatz Bergen. Aby ochronić megality przed zniszczeniem przez pociski artyleryjskie, w 1958 roku otoczono je wałami ziemnymi. Ze względu na wojskowy charakter terenu, megality są udostępniane zwiedzającym jedynie w weekendy.
Będące dziełem kultury pucharów lejkowatych grobowce powstały między 3500 a 2800 p.n.e. Pochodzenie nazwy kompleksu, wskazującej na istnienie 7 grobowców, jest nieznane. Najstarsze ryciny stanowiska, pochodzące z XVIII wieku, przedstawiają 5 istniejących dzisiaj megalitów.
- Grobowiec A, o wymiarach 6,5×2 m. Składa się z czterech par kamieni nośnych, nakrytych trzema głazami stropowymi. Największy z głazów stropowych ma wymiary 3,75×2,75×1 m, środkowy natomiast jest pęknięty[1].
- Grobowiec B, o wymiarach 7,0×2,2 m, składa się z czterech par kamieni nośnych, podtrzymujących cztery głazy stropowe. W trakcie przeprowadzonych w 1924 roku badań wykopaliskowych wewnątrz komory grobowej odkryto szczątki ludzkie, kościane ostrza oraz fragmenty ceramiki[1].
- Grobowiec C ma wymiary 5×2 m. Zbudowany z trzech kamieni nośnych od strony płd.-wsch. i czterech od strony płn.-zach., nakryty czterema głazami stropowymi. Został przebadany i częściowo zrekonstruowany w 1937 roku, dokumentacja archeologiczna została jednak zniszczona w czasie II wojny światowej[1]. W 2013 roku, na skutek osunięcia się ziemi po ulewnych deszczach, grobowiec zawalił się[1][2][3].
- Grobowiec D ma postać dolmenu zamkniętego w obstawie kamiennej o kształcie trapezu, o wymiarach 14×4 m. Dolmen nakryty jest wielką płytą kamienną o wymiarach 4,6×4,2×0,5 m. Wymiary komnaty grobowej wynoszą 4×3 m. Dokumentacja przeprowadzonych w 1934 roku prac archeologicznych uległa zniszczeniu podczas II wojny światowej[1].
- Grobowiec E, o wymiarach 5,6×2 m, składa się z czterech par kamieni nośnych, podtrzymujących trzy głazy stropowe. Kamień nośny płd.-zach. nie zachował się i został współcześnie zrekonstruowany. Dwa spośród kamieni stropowych są połówkami tego samego, rozłupanego na dwie części głazu[1].

## Galeria

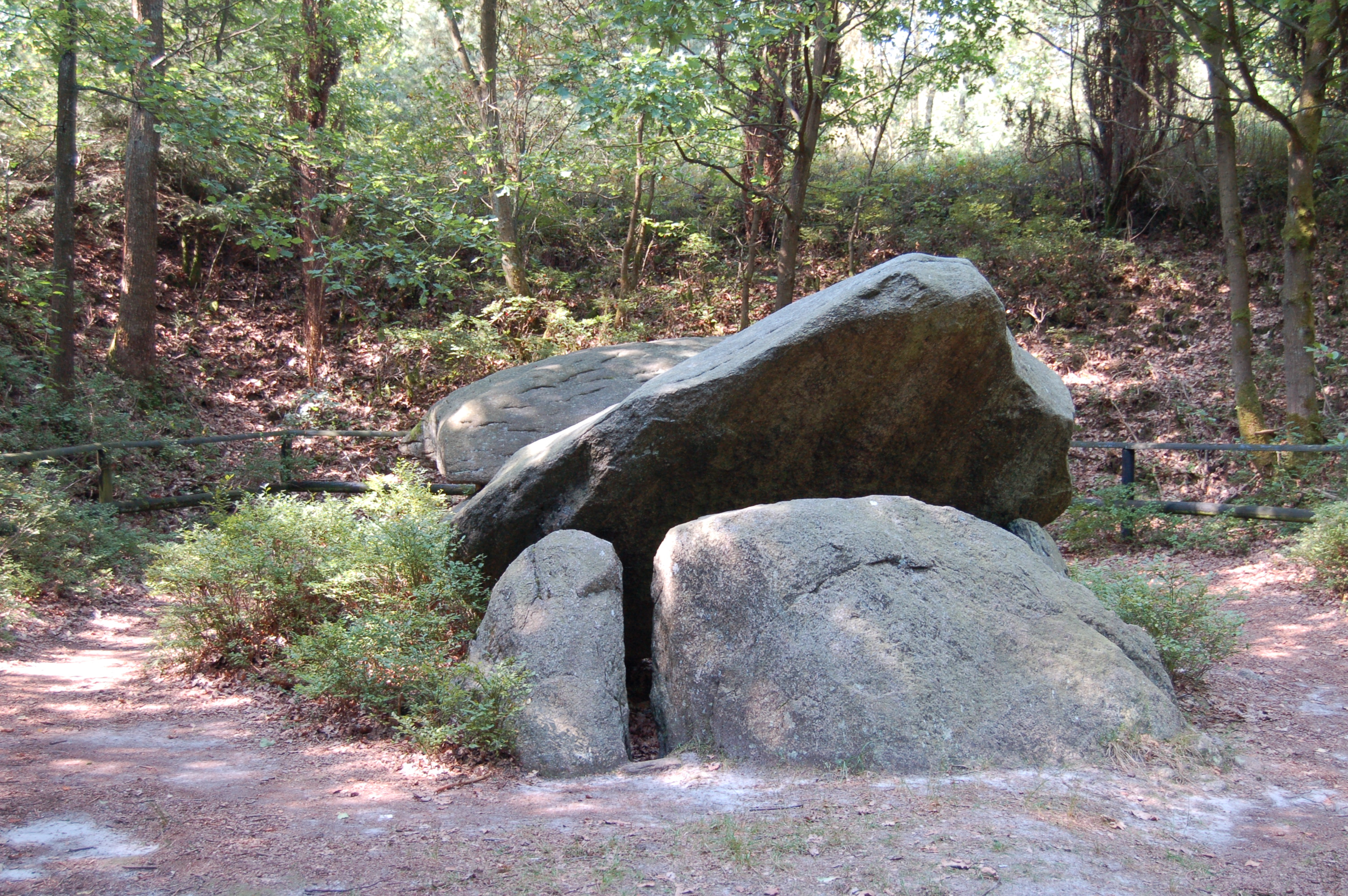
Grobowiec A
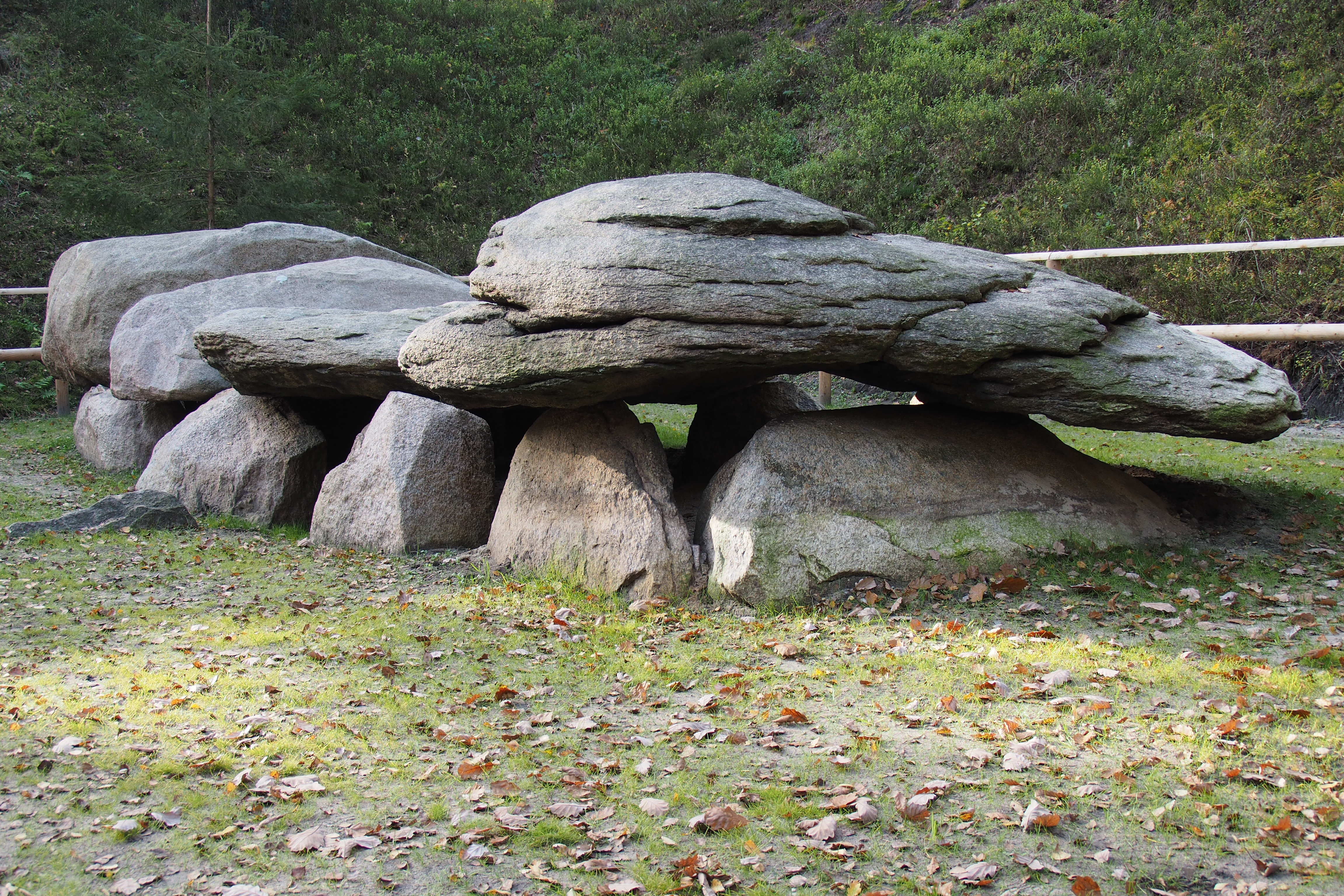
Grobowiec B
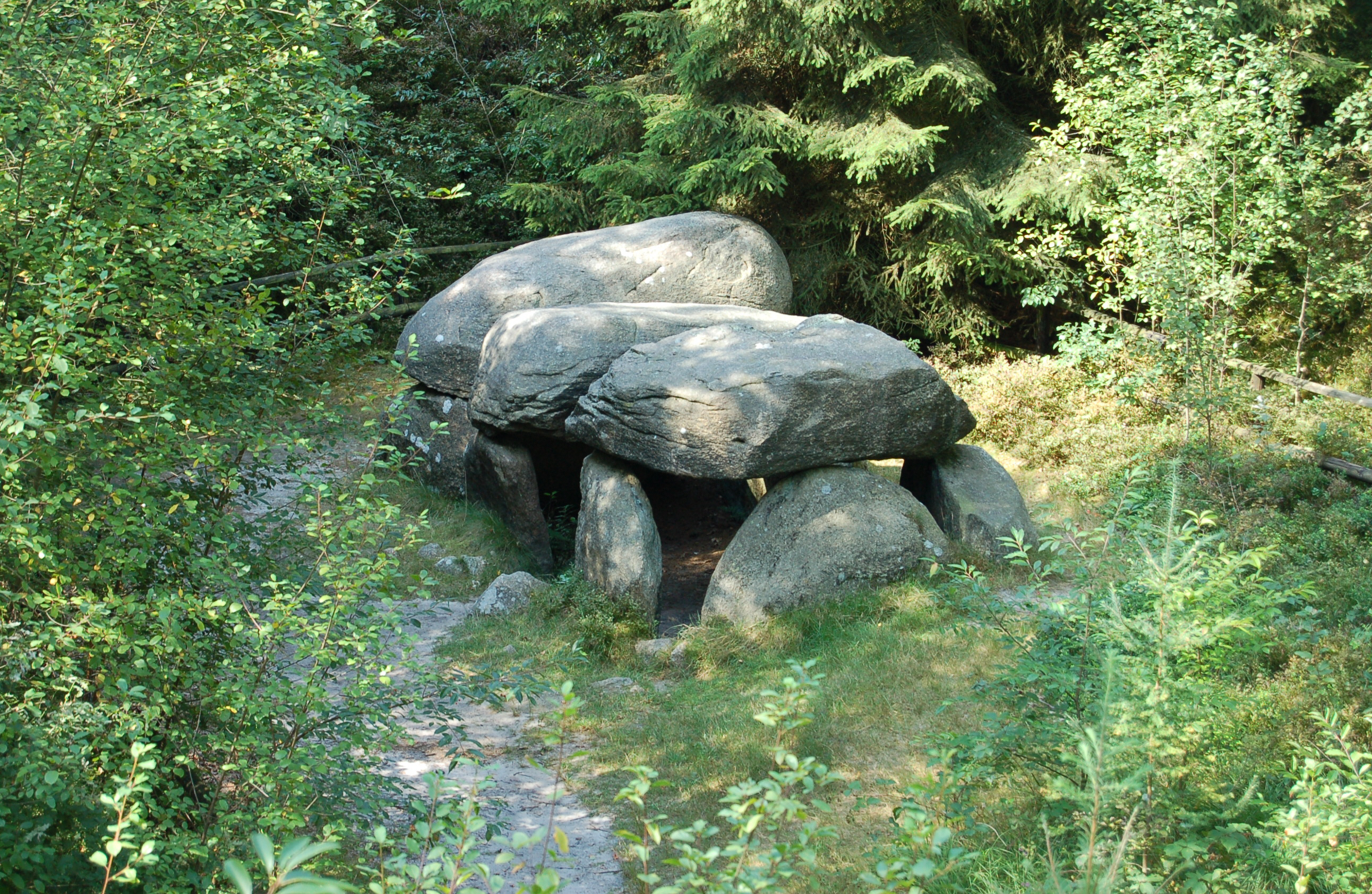
Grobowiec C
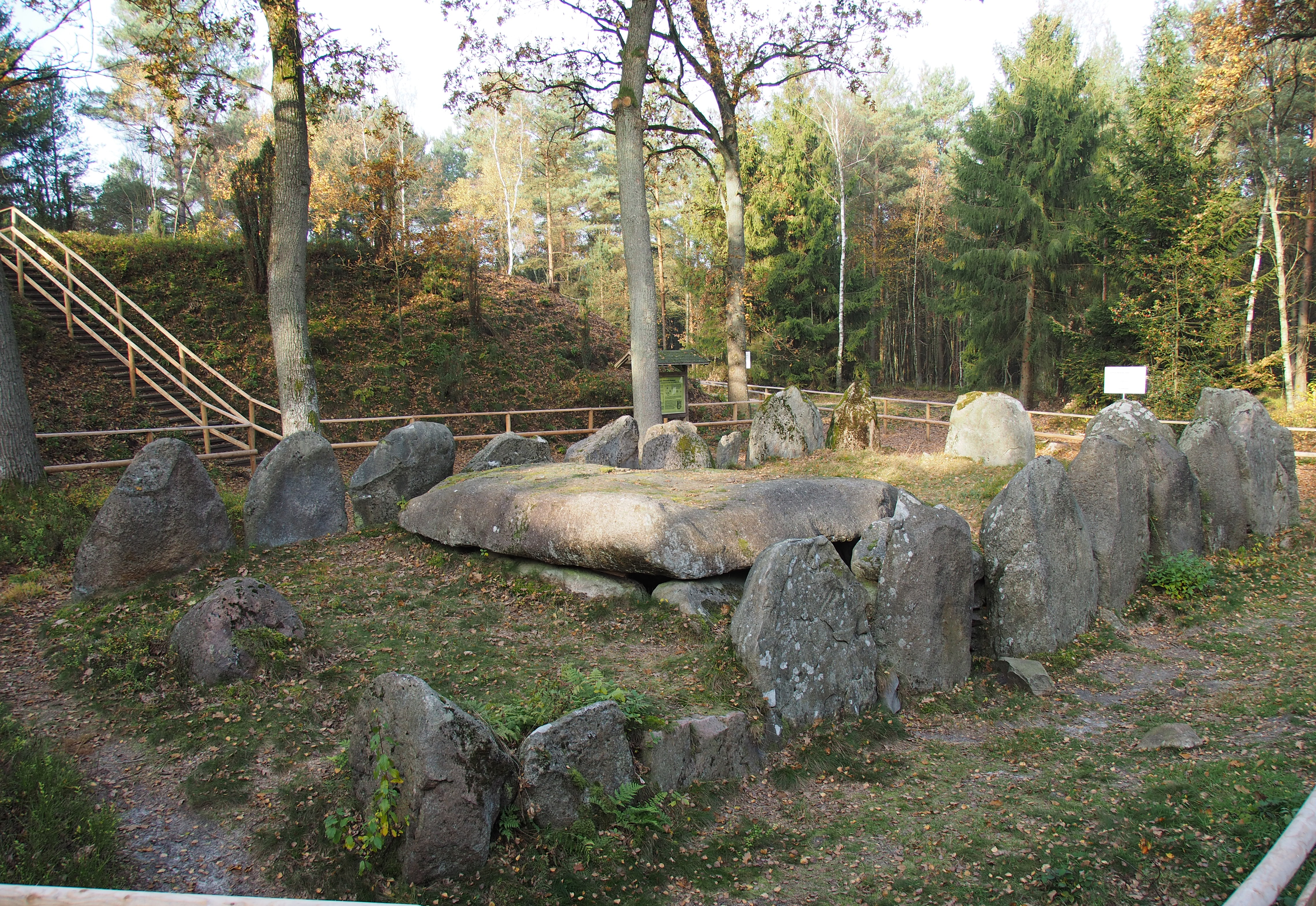
Grobowiec D
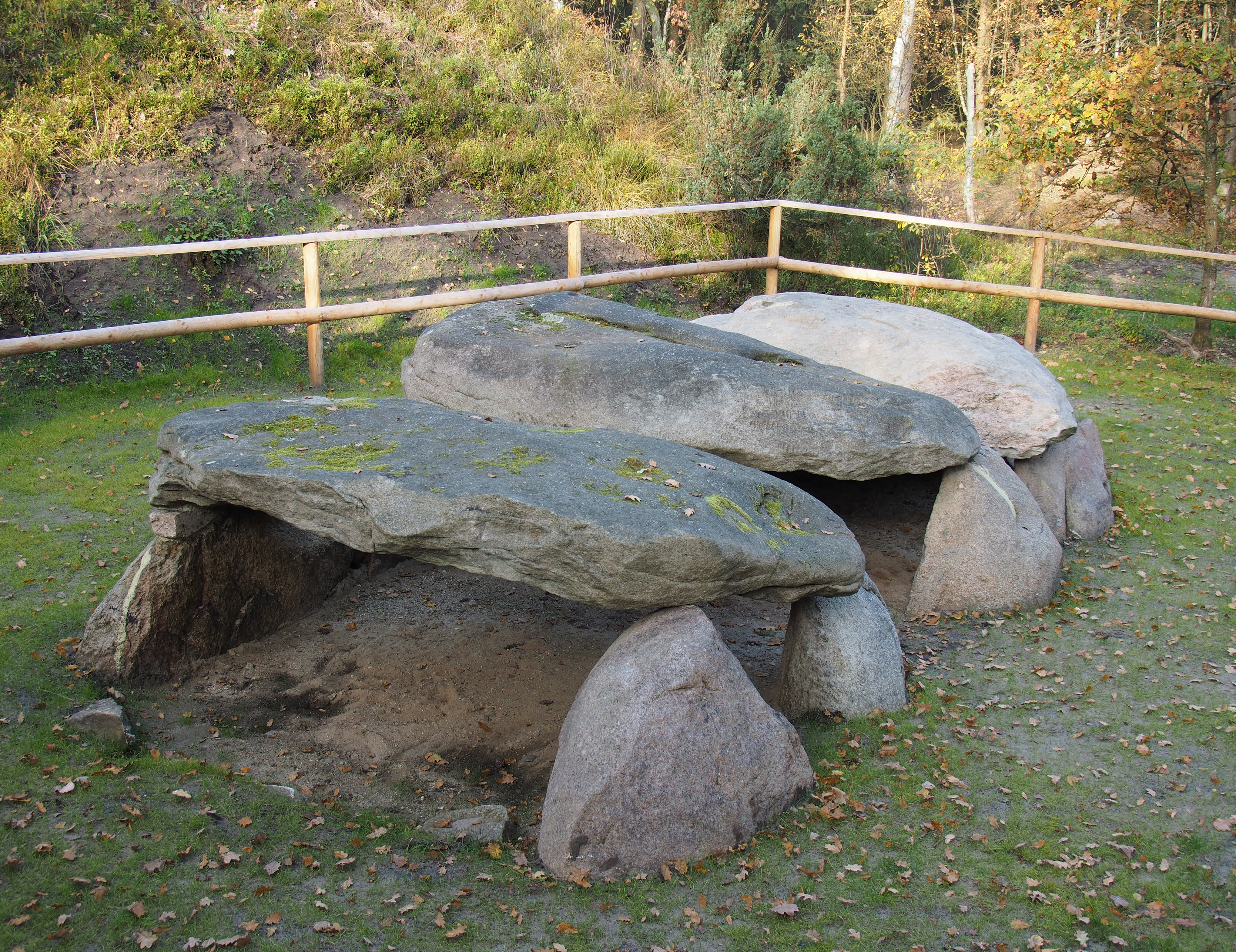
Grobowiec E